# Но уейв
Но уейв (No Wave) е поджанр в рок музиката.
Появява се в края на 1980-те години. Типични инструменти са електрическа китара, бас китара и барабани. Характеризира се главно с бурни китарни рифове и здрави барабани. Звукът се реализира едновременно от стилистична промяна в свиренето на пънк рока и използване на дисторшън и фийдбек. Характеризира се с нихилистичното си отношение към красотата, влечение към абсурдното, анархията, отрицание на естетичните норми, провокативността.

## Групи
1. 8-Eyed Spy
2. Bush Tetras
3. The Contortions/James Chance
4. DNA
5. Friction
6. Futants
7. Judy Nylon
8. Glenn Branca
9. Liquid Liquid
10. Лидия Ланч
11. Марк Рибо
12. Mars
13. Red Transistor
14. Rhys Chatham
15. Соник Ют
16. The Static
17. Suicide
18. Swans
19. Teenage Jesus & the Jerks
20. Theoretical Girls
21. Toy Killers
22. Ut
23. INXS